# Gura Foii
Gura Foii é uma comuna romena localizada no distrito de Dâmboviţa, na região de Muntênia. A comuna possui uma área de 24.22 km² e sua população era de 2263 habitantes segundo o censo de 2007.